# فالکون هوی
فالکون هِوی یا فالکون سنگین (به انگلیسی: Falcon Heavy) که به اختصار (FH) نیز نامیده می‌شود، یک پرتابگر فضایی طراحی شده و توسعه داده شده توسط اسپیس‌اکس است. این پرتاب‌گر مشتق شده از فالکون ۹ بوده و دربرگیرندهٔ یک فالکون ۹ به عنوان قسمت مرکزی و دو بوستر تشکیل‌شده از مرحلهٔ اول فالکون ۹ است. این کار محمولهٔ قابل حمل توسط این راکت به مدار LEO را تا ۶۳٫۸۰۰ کیلوگرم (در شرایطی که تمام سوخت مصرف شده و بوسترها بازیابی نشوند) افزایش می‌دهد. این پرتاب‌گر از ابتدا با در نظر داشتن مأموریت‌های حامل انسان به فضا طراحی شد و می‌تواند برای مأموریت‌های حامل افراد به ماه یا مریخ مورد استفاده قرار گیرد.
نخستین پرواز این موشک در تاریخ ۶ فوریه ۲۰۱۸ ساعت ۳:۴۵ عصر با موفقیت انجام شد. دو بوستر کناری با موفقیت بازیابی شدند، اما مرحله‌ی اول قسمت مرکزی در مسیر بازگشت دچار نقص فنی شد و با سرعت بیش از ۴۸۰ کیلومتر بر ساعت به سطح اقیانوس در کنار کشتی درنظرگرفته‌شده برای فرود برخورد کرد. محمولهٔ آزمایشی این پرتاب در یک مدار بیضی‌شکل حول خورشید قرار گرفت.

## پرتاب‌های برنامه‌ریزی‌شده
پرتاب‌های برنامه‌ریزی شده فالکون هوی و نتیجه پرتاب در اینجا آمده‌اند:
| تاریخ پرتاب   | محموله                                        | مشتری                          | نتیجه | جزئیات                                                                                            |
| ------------- | --------------------------------------------- | ------------------------------ | ----- | ------------------------------------------------------------------------------------------------- |
| ۶ فوریه ۲۰۱۸  | خودروی شخصی ایلان ماسک                        | اسپیس‌اکس                       | موفق  | خودروی شخصی ماسک در مداری بیضوی به مرکزیت خورشید قرار داده خواهد شد که از نزدیکی مریخ عبور می‌کند. |
| ۱۱ آوریل ۲۰۱۹ | عرب‌ست-۶a                                      | عرب‌ست                          | موفق  | ماهواره‌های مخابراتی عربستان سعودی                                                                 |
| ژوئن ۲۰۱۹     | ماهواره STP-2 نیروی هوایی ایالات متحده آمریکا | وزارت دفاع ایالات متحده آمریکا | موفق  | مأموریت آزمایشی برای تأیید این راکت برای سایر پرتاب‌های وزارت دفاع آمریکا                          |
| ۲۰۲۰          | ماهوارهٔ ویاست ۳                               | ویاست                          |       |                                                                                                   |